# Eurytoma herrerae
Eurytoma herrerae är en stekelart som först beskrevs av William Harris Ashmead 1902.  Eurytoma herrerae ingår i släktet Eurytoma och familjen kragglanssteklar. Inga underarter finns listade i Catalogue of Life.